# Além do Tempo (álbum)
Além do Tempo —en español: «Mas alla del tiempo»— es el segundo álbum de estudio de la cantante brasileña Larissa Manoela. El álbum fue lanzado el 4 de octubre de 2019.

## Lista de canciones
Lista de canciones adaptada para Apple Music.
| N.º | Título                   | Duración |  |
| 1.  | «Hoje a Noite é Nossa»   | 2:12     |  |
| 2.  | «Desencosta»             | 2:11     |  |
| 3.  | «Além do Tempo»          | 2:45     |  |
| 4.  | «Movimenta»              | 3:20     |  |
| 5.  | «Pra nós Dois»           | 3:21     |  |
| 6.  | «Garota, Menina, Mulher» | 3:01     |  |
| 7.  | «Meu Menino»             | 3:40     |  |
| 8.  | «Linha Imaginária»       | 2:55     |  |
| 9.  | «Somente um Pedido»      | 2:54     |  |
| 10. | «Vem cá Beijar»          | 3:39     |  |
| 11. | «Criar Asas»             | 3:02     |  |
| 12. | «Na Pista»               | 3:27     |  |